# 이베코 데일리

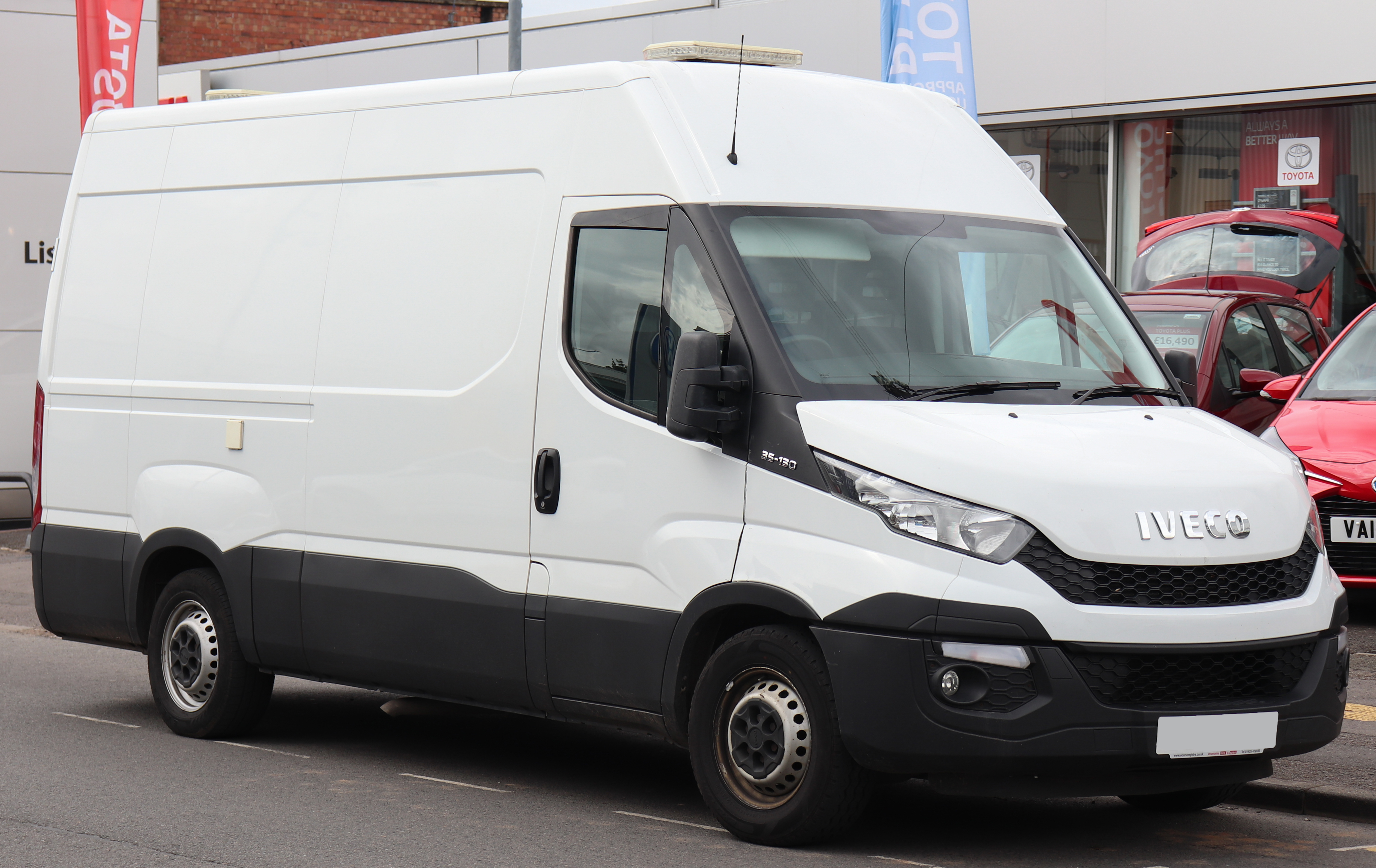
이베코 데일리

이베코 데일리는 이탈리아의 자동차 회사인 이베코에서 1978년부터 생산이 되어온 세미보닛 타입의 승합차이자 화물차이다. 차량총중량은 3.3톤~7톤 사이를 담당하는 라인업으로 미니버스부터 화물 패널밴, 크류밴, 카고트럭, 특장차까지 다양한 분야에서 광범위하게 운용 중이며 대한민국에선 현대 마이티, 타타대우 더 쎈, 이스즈 엘프, 포톤 아오마크, MAN SE의 TGE과 서로 경쟁하는 관계이다.

## 역사
1978년 출시 이후에 총 6번의 세대 교체가 있었던 차량이다.

#### 1세대
피아트 616의 후속모델로 등장했으며 1985년에 터보차처와 직분사 노즐을 장착한 Somim 8140.21 디젤 엔진을 장착한 옵션이 추가되면서 '터보 데일리(Turbo Daily)'라는 명칭으로 판매되었다.

#### 2세대
1989년부터 2세대가 출시되었으며 1996년에 페이스리프트를 한번 거쳤다.

#### 3세대
1999년부터 3세대가 출시되었으며 2004년에 페이스리프트를 한번 거쳤다.

#### 4세대
2006년에 4세대가 출시되었으며 2008년에 페이스리프트를 한번 거쳤다.

#### 5세대
2011년에 5세대가 출시되었으며 2014년까지만 생산이 되었기 때문에 이베코 데일리의 세대 중에선 가장 짧게 생산이 되었다.

#### 6세대
2014년에 출시했으며, 2016년에 한 번 페이스리프트를 거쳤다. 패널밴은 가장 전고가 낮은 H1부터 중간 높이인 H2와 가장 높은 H3까지 선택할 수가 있으며, 화물적재 용적에 따라 9m3와 12m3짜리가 있다. 트럭용 섀시캡은 휠베이스 4,100mm의 단축형과 4.350mm의 장축형이 있으며, 섀시캡 형태로 들어오기 때문에 적재함은 별도로 달아야 한다. 일반적인 카고트럭용 적재함을 다는 경우가 있으나, 섀시캡으로 윙바디와 같은 탑차나 특장차와 캠핑카 등을 만드는 사례도 있다. 또한 이베코에서 순정으로 제공하는 카고용 적재함이 있다.
대한민국에는 2018년 9월 4일에 6세대의 1차 페이스리프트 모델을 통해 첫 선을 보였으며, 롬바르디아 주 스제라 공장에서 생산된 것이 들어온다. 대한민국에는 상용 패널밴(H1, H2)과 섀시캡 트럭(단축/장축)의 2가지로 출시되며, 이후 H3가 추가되었다. 180마력 4기통 3.0리터 멀티젯 커먼레일 디젤 엔진(SCR)과 6단 수동변속기 혹은 ZF 8단 자동변속기가 장착된다. 마스터같이 (좌핸들 기준) 운전석 쪽에 연료 주입구, 조수석 쪽에 요소수 주입구가 있다. 옵션으로 전자식 주차 브레이크(EPB)가 있다. 그 외에도 섀시캡 트럭 모델은 싱글캡 외 더블캡에 해당하는 7인승 크루 캡이 있다.
그리고 데일리가 섀시캡을 선보인 후 현대 마이티, 현대 파비스, 현대 ST1 등 몇몇 국산 트럭들도 섀시캡 형태를 출시하기 시작했다.
홍콩에서는 구급차로 사용하기도 한다.

## 경쟁 차량
- 피아트-피아트 두카토
- 르노-르노 마스터
- MAN SE-TGE
- 현대자동차-현대 마이티, 현대 쏠라티
- 타타대우-타타대우 더 쎈
- 포톤 자동차-포톤 아오마크
- 이스즈자동차-이스즈 엘프
- 쉐보레-쉐보레 익스프레스
- 메르세데스-벤츠-메르세데스-벤츠 스프린터
- 포드-포드 트랜싯